# Bordj Bou Arreridj
Bordj Bou Arréridj é a capital da província da Argélia de mesmo nome. Tem 140,000 habitantes em uma estimativa de 2005. 